# Empremta

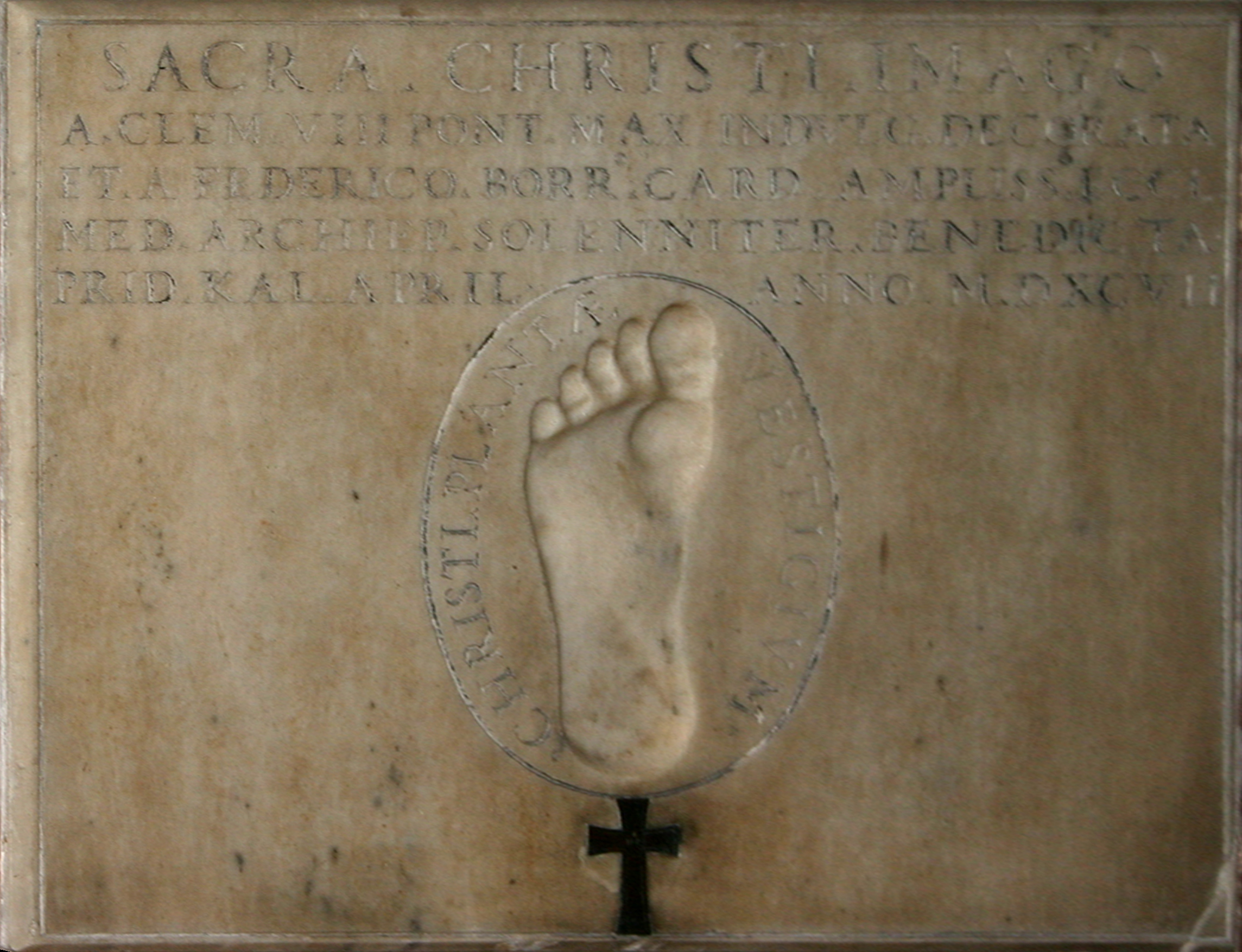
Empremta de la petjada de Jesucrist en Sant Tomaso de Milà

L'empremta, paraula provinent de l'italià impronta, és una tècnica de reproducció d'imatges:
- Mitjançant petjades deixades per un model.[1]
- Representació d'imatges mitjançant còpia, en relleu o buit, sobre un element tou i mal·leable.[1]